# Duguetia pycnastera
Duguetia pycnastera é uma espécie de magnólia. Foi descrito pela primeira vez por Noel Yvri Sandwith .  Duguetia pycnastera pertence ao gênero Duguetia, e família Annonaceae.
Este tipo de planta pode ser encontrado em:
- Suriname